# Sparkassen Cup on Ice de 2001
Sparkassen Cup on Ice de 2001 foi a décima quinta edição da competição, um evento anual de patinação artística no gelo organizado pela Deutsche Eislauf-Union, e que fez parte do Grand Prix de 2001–02. A competição foi disputada entre os dias 9 de novembro e 11 de novembro, na cidade de Gelsenkirchen, Alemanha.

## Eventos
- Individual masculino
- Individual feminino
- Duplas
- Dança no gelo

## Medalhistas
| Evento                        | Ouro                                             | Prata                                           | Bronze                                        |
| Individual masculino detalhes | Evgeni Plushenko · Rússia                        | Timothy Goebel · Estados Unidos                 | Li Chengjiang · China                         |
| Individual feminino detalhes  | Maria Butyrskaya · Rússia                        | Yoshie Onda · Japão                             | Angela Nikodinov · Estados Unidos             |
| Duplas detalhes               | Shen Xue · Zhao Hongbo · China                   | Kyoko Ina · John Zimmerman · Estados Unidos     | Maria Petrova · Alexei Tikhonov · Rússia      |
| Dança no gelo detalhes        | Barbara Fusar-Poli · Maurizio Margaglio · Itália | Marie-France Dubreuil · Patrice Lauzon · Canadá | Natalia Romaniuta · Daniil Barantsev · Rússia |

## Resultados

### Individual masculino
| Pos.              | Nome               | Nacionalidade  | Pontos | PC | PL |
| ----------------- | ------------------ | -------------- | ------ | -- | -- |
| Medalha de ouro   | Evgeni Plushenko   | Rússia         | 1.5    | 1  | 1  |
| Medalha de prata  | Timothy Goebel     | Estados Unidos | 3.0    | 2  | 2  |
| Medalha de bronze | Li Chengjiang      | China          | 4.5    | 3  | 3  |
| 4                 | Alexander Abt      | Rússia         | 6.5    | 5  | 4  |
| 5                 | Takeshi Honda      | Japão          | 7.0    | 4  | 5  |
| 6                 | Elvis Stojko       | Canadá         | 9.0    | 6  | 6  |
| 7                 | Stefan Lindemann   | Alemanha       | 11.0   | 8  | 7  |
| 8                 | Michael Weiss      | Estados Unidos | 12.5   | 7  | 9  |
| 9                 | Vitali Danilchenko | Ucrânia        | 13.5   | 11 | 8  |
| 10                | Frédéric Dambier   | França         | 15.0   | 10 | 10 |
| 11                | Roman Skorniakov   | Uzbequistão    | 15.5   | 9  | 11 |
| 12                | Silvio Smalun      | Alemanha       | 18.0   | 12 | 12 |

### Individual feminino
| Pos.              | Nome               | Nacionalidade  | Pontos | PC | PL |
| ----------------- | ------------------ | -------------- | ------ | -- | -- |
| Medalha de ouro   | Maria Butyrskaya   | Rússia         | 1.5    | 1  | 1  |
| Medalha de prata  | Yoshie Onda        | Japão          | 3.5    | 3  | 2  |
| Medalha de bronze | Angela Nikodinov   | Estados Unidos | 4.0    | 2  | 3  |
| 4                 | Jennifer Kirk      | Estados Unidos | 6.0    | 4  | 4  |
| 5                 | Kristina Oblasova  | Rússia         | 7.5    | 5  | 5  |
| 6                 | Tatiana Malinina   | Uzbequistão    | 9.0    | 6  | 6  |
| 7                 | Silvia Fontana     | Itália         | 10.5   | 7  | 7  |
| 8                 | Susanna Pöykiö     | Finlândia      | 12.0   | 8  | 8  |
| 9                 | Anne-Sophie Calvez | França         | 13.5   | 9  | 9  |
| 10                | Andrea Diewald     | Alemanha       | 15.5   | 11 | 10 |
| 11                | Marianne Dubuc     | Canadá         | 16.0   | 10 | 11 |

### Duplas
| Pos.              | Nome                                      | Nacionalidade    | Pontos | PC | PL |
| ----------------- | ----------------------------------------- | ---------------- | ------ | -- | -- |
| Medalha de ouro   | Shen Xue / Zhao Hongbo                    | China            | 1.5    | 1  | 1  |
| Medalha de prata  | Kyoko Ina / John Zimmerman                | Estados Unidos   | 3.5    | 3  | 2  |
| Medalha de bronze | Maria Petrova / Alexei Tikhonov           | Rússia           | 4.0    | 2  | 3  |
| 4                 | Valerie Saurette / Jean-Sébastien Fecteau | Canadá           | 6.5    | 5  | 4  |
| 5                 | Valérie Marcoux / Bruno Marcotte          | Canadá           | 7.0    | 4  | 5  |
| 6                 | Tatiana Chuvaeva / Dmitri Palamarchuk     | Ucrânia          | 9.0    | 6  | 6  |
| 7                 | Kateřina Beránková / Otto Dlabola         | República Tcheca | 11.0   | 8  | 7  |
| 8                 | Victoria Maxiuta / Vitaly Dubina          | Ucrânia          | 11.5   | 7  | 8  |
| 9                 | Marie-Pierre Leray / Nicolas Osseland     | França           | 13.5   | 9  | 9  |

### Dança no gelo
| Pos.              | Nome                                    | Nacionalidade | Pontos | DC | DO | DL |
| ----------------- | --------------------------------------- | ------------- | ------ | -- | -- | -- |
| Medalha de ouro   | Barbara Fusar-Poli / Maurizio Margaglio | Itália        | 2.0    | 1  | 1  | 1  |
| Medalha de prata  | Marie-France Dubreuil / Patrice Lauzon  | Canadá        | 4.0    | 2  | 2  | 2  |
| Medalha de bronze | Natalia Romaniuta / Daniil Barantsev    | Rússia        | 6.0    | 3  | 3  | 3  |
| 4                 | Alia Ouabdelsselam / Benjamin Delmas    | França        | 8.0    | 4  | 4  | 4  |
| 5                 | Valentina Anselmi / Fabrizio Pedrazzini | Itália        | 10.4   | 6  | 5  | 5  |
| 6                 | Agata Błażowska / Marcin Kozubek        | Polônia       | 11.6   | 5  | 6  | 6  |
| 7                 | Stephanie Rauer / Thomas Rauer          | Alemanha      | 15.2   | 7  | 9  | 7  |
| 8                 | Jill Vernekohl / Dmitri Kurakin         | Alemanha      | 15.8   | 9  | 7  | 8  |
| 9                 | Nozomi Watanabe / Akiyuki Kido          | Japão         | 17.0   | 8  | 8  | 9  |
| 10                | Anna Mosenkova / Sergei Sychov          | Estônia       | 20.0   | 10 | 10 | 10 |

## Quadro de medalhas
| Ordem | País           | Medalha de ouro | Medalha de prata | Medalha de bronze |    | Ordem por total |
| ----- | -------------- | --------------- | ---------------- | ----------------- | -- | --------------- |
| 1     | Rússia         | 2               |                  | 2                 | 4  | 1               |
| 2     | China          | 1               |                  | 1                 | 2  | 3               |
| 3     | Itália         | 1               |                  |                   | 1  | 4               |
| 4     | Estados Unidos |                 | 2                | 1                 | 3  | 2               |
| 5     | Canadá         |                 | 1                |                   | 1  | 4               |
| TOTAL | TOTAL          | 4               | 4                | 4                 | 12 | —               |